# Campionato di pallacanestro NCAA Division III
Il campionato di pallacanestro NCAA Division III viene organizzato dalla NCAA dal 1975. A partire dal 1996 le finali si disputano al Salem Civic Center nella città di Salem in Virginia.

## Albo d'oro
- 1975 	LeMoyne-Owen
- 1976 	Scranton
- 1977 	Wittenberg
- 1978 	North Park
- 1979 	North Park
- 1980 	North Park
- 1981 	Potsdam State
- 1982 	Wabash
- 1983 	Scranton
- 1984 	Wisconsin-Whitewater
- 1985 	North Park
- 1986 	Potsdam St.
- 1987 	North Park
- 1988 	Ohio Wesleyan
- 1989 	Wisconsin-Whitewater
- 1990 	Rochester
- 1991 	Wisconsin-Platteville
- 1992 	Calvin
- 1993 	Ohio Northern
- 1994 	Lebanon Valley
- 1995 	Wisconsin-Platteville
- 1996 	Rowan
- 1997 	Ill. Wesleyan
- 1998 	Wisconsin-Platteville
- 1999 	Wisconsin-Platteville
- 2000 	Calvin
- 2001 	Catholic
- 2002 	Otterbein
- 2003 	Williams
- 2004 	Wisconsin-Stevens Point
- 2005 	Wisconsin-Stevens Point
- 2006 	Virginia Wesleyan
- 2007 	Amherst
- 2008  Washington (Missouri)
- 2009  Washington (Missouri)
- 2010 Wisconsin-Stevens Point
- 2011 St. Thomas (Minnesota)
- 2012 Wisconsin-Whitewater
- 2013 Amherst
- 2014 Wisconsin-Whitewater
- 2015 Wisconsin–Stevens Point
- 2016 St. Thomas (MN)
- 2017 Babson
- 2018 Nebraska Wesleyan
- 2019 Wisconsin-Oshkosh
- 2020 – Non detenuto a causa di COVID-19.
- 2021 – Non detenuto a causa di COVID-19.
- 2022 – Randolph–Macon
- 2023 – Christopher Newport

## Università più vittoriose
|  | North Park              | 5 | Titoli |
|  | Wisconsin-Platteville   | 4 | Titoli |
|  | Wisconsin-Whitewater    | 4 | Titoli |
|  | Wisconsin-Stevens Point | 4 | Titoli |
|  | Amherst                 | 2 | Titoli |
|  | Calvin                  | 2 | Titoli |
|  | Potsdam State           | 2 | Titoli |
|  | Washington (Missouri)   | 2 | Titoli |
|  | St. Thomas (MN)         | 2 | Titoli |